# Contea di Eaton
La contea di Eaton, in inglese Eaton County, è una contea dello Stato del Michigan, negli Stati Uniti. La popolazione al censimento del 2000 era di 103 655 abitanti. Il capoluogo di contea è Charlotte.